# Maurizio Cecconi
 (octobre 2024).
Maurizio Cecconi, M.D., OMRI, FRCA, FFICM, est un anesthésiologiste, intensiviste et universitaire britannico-italien. 

## Biographie

### Recherche
Les recherches de Cecconi se concentrent sur l'amélioration des résultats des patients en chirurgie à haut risque, en particulier en ce qui concerne une meilleure identification des risques et une optimisation hémodynamique périopératoire, ainsi que sur l'amélioration des résultats des patients en état critique, en particulier ceux souffrant de choc cardiovasculaire, d'insuffisance respiratoire aiguë et de sepsis. Il a été directeur clinique des soins intensifs pour adultes à l'hôpital St George's et responsable clinique des soins intensifs à l'hôpital d'Epsom et St Helier de 2015 à 2016. Il a été président de la Société européenne de médecine intensive et de soins intensifs (SEMISI) de 2020 à 2022, tout au long de la pandémie de Covid-19,. Cecconi est le chef du département et professeur titulaire d'anesthésie et de soins intensifs à l'hôpital de recherche Humanitas et à l'université Humanitas depuis 2018,,,.